# Nesbygda kyrka
Nesbygda kyrka (norska: Nesbygda kirke) är ett kapell som ligger i tätorten Nesbygda i Drammens kommun i Buskerud fylke i sydöstra Norge.

## Kyrkobyggnaden
Omkring år 1905 gick en väckelse över trakten och delvis på grund av denna lät man uppföra ett bönhus. Byggandet kom igång 1915 och det färdiga bönhuset invigdes i januari 1916. Åren 1924-1925 höll småskolan till i bönhuset. Omkring år 1959 genomfördes ombyggnader då vapenhuset vid sydöstra kortsidan revs och dörren murades igen. Kyrkorummet fick omvänd orientering med kor och altare i sydost. Sitt nuvarande utseende fick kapellet vid en ombyggnad 1993. 15 september samma år invigdes byggnaden som kyrka av biskop Sigurd Osberg.
Kyrkan består av ett långhus med nordvästlig-sydöstlig orientering. Vid sydöstra kortsidan finns en takryttare i vilken en kyrkklocka hänger och där finns även ett smalare vidbyggt kor. Vid sydvästra långsidan finns utbyggnad med ingång. I kyrkorummet finns 100 sittplatser.

## Inventarier
- Dopfunten, som är äldre än den sista ombyggnaden 1993, är tillverkad av en pingstvän som bodde i Nøsterudveien.
- En kistorgel är övertagen från Molde domkyrka.